# آنونا سالزمانی
 آنونا سالزمانی(نام علمی: Annona salzmannii) نام یک گونه از فرمانرو گیاه است. درخت آنونا سالزمانی درختی همیشه سبز می‌باشد که به طور متوسط ارتفاعی بین ۹ تا ۱۴ متر دارد. گاهی این درخت به ارتفاع ۳۰ متر نیز رسیده است. سرعت رشد این گیاه متوسط است و قطر تنه آن بین ۴۰ تا ۵۰ سانتی‌متر می‌باشد. عرض تاج این درخت بین ۵ تا ۶ متر است و درختی سایه دار محسوب می‌شود. پوست تنه این درخت صاف و خاکستری رنگ می‌باشد و دارای چوبی سفید رنگ است. گل‌ها از شهریور تا آذر بر روی درخت دیده می‌شوند. بر روی هر درخت حدود ۱۰۰ گل یا کمی بیشتر به وجود می‌آید. میوه این درخت بین بهمن تا اسفند رسیده می‌شود. این میوه نادر و بسیار خوشمزده در ابتدا به رنگ سبز-زرد می‌باشد و زمانی که رسیده می‌شود نارنجی رنگ است. طعمی شیرین دارد با پالپی سفید رنگ. میوه این درخت در محدوده بومی بسیار با ارزش است و برای بسیاری از حیوانات منبع غذایی مهمی محسوب می‌شود.